# Johan Bäckman
Erkki Johan Bäckman, född 18 maj 1971 i Borgå, är en finländsk rättssociolog, kriminolog och författare.

## Biografi
Bäckman genomgick utbildning i sociologi vid Helsingfors universitet, där han avlade doktorsexamen 2006, och är docent i rättssociologi. Han är också docent i kriminologi vid Åbo universitet och Östra Finlands universitet. Han har undervisat i rättssociologi, kriminologi samt rysslandskunskap vid flera finländska universitet.
Bäckman har skrivit böcker, varav några kontroversiella, om de finsk-sovjetiska relationerna under det kalla kriget, krigshistoria mellan Finland och Sovjetunionen, organiserad brottslighet i Ryssland och Estland, den ryska maffian, terrorism samt Estlands historia. Som talesman för den finska antifascistkommittén (Suomen antifasistinen komitea är han emot den integrationspolitik som förs i Estland och Lettland gentemot den ryskspråkiga minoriteten och hävdar att där förs en "apartheidpolitik". Under de senaste åren har Bäckman ofta kommenterat finsk-ryska omvårdnadsfall om barn och så kallade mormorsfall i ryska medier.
Bäckman har en bakgrund inom musiken. Enligt Helsingin Sanomat blev han en offentlig person i slutet av 1980-talet då han spelade fagott i en tävling för unga solister på nationell TV. Han spelade också fagott i Radions symfoniorkester.
År 2018 fanns Bäckman enligt YLE listad som Nordeuroparepresentant vid Russian Institute for Strategic Studies (RISS), ett institut som finansieras av Rysslands regering och antas ha kopplingar till rysk underrättelsetjänst.
Bäckman dömdes i oktober 2018 till ett års villkorligt fängelse i Finland för olaga förföljelse av TV-journalisten Jessikka Aro, som avslöjat ryska trollfabriker. Han ska också tillsammans med Ilja Janitskin, grundaren av hatsajten MV-lehti, betala 1,4 miljoner kronor i skadestånd till sina brottsoffer.

## Pris
Sankt Petersburgs juridiska församling (Законодательное собрание Санкт-Петербурга) har tilldelat Bäckman Marshal Govorovs litteraturpris (2004) för publiceringen av boken Finland och belägringen av Leningrad 1941-1944[förklaring behövs] av den ryska historikern Nikolai Baryshnikov.